# Chevrolet Spark
La Chevrolet Spark est un véhicule du constructeur automobile américain Chevrolet vendu depuis décembre 2009 en Europe. Elle a été dévoilée au Salon de Francfort, en 2009. Spark signifie étincelle en anglais.
Ce véhicule a également pour nom en Corée du Sud Daewoo Matiz, qui est devenue Chevrolet Matiz en France en 2005.Cette petite citadine est produite en Corée du Sud et est vendue sous différents pseudonymes, comme Chevrolet Spark, Chevrolet Joy ou encore Pontiac Matiz G2.

## Première génération (M100, M150; 1998-2008)

### M100
La Daewoo Matiz est préfigurée par le concept-car Daewoo Matiz concept présenté au Salon de l'automobile de Séoul 1997, dessiné par ItalDesign.
La production de la Daewoo Matiz a commencé en 1998 et elle a été vendue en Corée du Sud et sur de nombreux marchés européens sous le nom de code M100. Le design extérieur est basé sur celui de la Lucciola, un concept de la Fiat Cinquecento de 1993 de Giugiaro d'Italdesign qui avait été rejeté par Fiat. Le moteur à essence de 0,8 litre et la transmission étaient des rapports de la Daewoo Tico, mais il utilisait désormais un système de carburant à injection multipoint. L'ingénierie été réalisée au Daewoo's Worthing Technical Center en Angleterre. La voiture est devenue le modèle Daewoo le plus vendu en Europe et en Inde les quatre années qui ont suivi.
Elle a été développée sur la base de la Daewoo Tico, version sous licence de la Suzuki Alto, avec laquelle la Tico et la Matiz partagent à la fois la mécanique et les suspensions. De cette origine, découle sa largeur étroite caractéristique, imposée par la catégorie de taxe japonaise "Kei car", qui exempte une obligation de certifier qu'un parking adéquat est disponible pour le véhicule.
La Matiz été initialement lancée avec seulement un moteur à trois cylindres en ligne de 0,8 litre. Il développait une puissance maximale de 52 ch (38 kW), un couple maximal de 68,5 N m et avait une consommation combinée de 6,4 litres aux 100 km. Elle avait une vitesse de pointe de 144 km/h et pouvait atteindre le 0 à 100 km/h en 17 secondes. Ce moteur a été développé à partir de la Tico par Tickford, une société britannique basée à Milton Keynes. La connexion de Tickford a été admise dans les brochures distribuées dans les salles d'exposition du Royaume-Uni.
Elle a été publiée principalement avec trois niveaux de finition: E, S et SE. Cette dernière avait la climatisation, des enjoliveurs, des pare-chocs couleur carrosserie, un aileron arrière, des phares antibrouillard et une chaîne stéréo, avec des fonctionnalités en option telles que des barres de toit, une direction assistée, un verrouillage central, des vitres avant électriques, un ABS et un airbag conducteur. Sur certains marchés, elle était également disponible avec une transmission automatique.

### M150 (2000-2005)
Cette version reliftée a été conçue au Daewoo's Worthing Technical Center en Angleterre et introduit en Corée du Sud fin 2000, et exporté à partir de 2001. La structure avant a été modifiée pour accueillir un moteur à quatre cylindres, bien que l'introduction de ce moteur, l'unité S-Tec de 1,0 litre, ait été retardée après le rachat de Daewoo par General Motors en 2002.
La M150 est toujours produite par GM-Ouzbékistan (anciennement UzDaewooAuto) en Ouzbékistan. La voiture a été lancée sur le marché russe sous le nom de Ravon Matiz en 2016, mais vite abandonnée. En Corée du Sud et au Japon, cette Matiz mis à jour a été vendue sous le nom de Daewoo Matiz II.

### Lechi
En Chine, la voiture a été vendue sous le nom de Chevrolet Lechi. Elle est restée en production jusqu'en 2012, date à laquelle une version mise à jour a été introduite sous le nom de Baojun Lechi. Elle sera proposée sous les marques Chevrolet et Baojun pendant une période de transition. La Lechi a également reçu certaines mises à jour du groupe motopropulseur, ce qui rend la voiture suffisamment économique pour bénéficier d'une subvention et d'un allégement fiscal du gouvernement chinois.

### Sécurité
Résultats du test Euro NCAP pour une variante à hayon 5 portes avec conduite à droite et une immatriculation de 2000 :
| Test                | Score       | Points |
| ------------------- | ----------- | ------ |
| Global:             | N/A         | N/A    |
| Occupant adulte:    | 3/5 étoiles | 19     |
| Occupant enfant:    | N/A         | N/A    |
| Piéton:             | 2/4 étoiles | 15     |
| Aide à la sécurité: | N/A         | N/A    |

### Moteurs
Elle comprenait une gamme de deux moteurs essence.

### Controverse de la copie
La Chery QQ3, alors connu sous le nom de Chery QQ, est devenu le centre d'une controverse sur le droit d'auteur industriel et les droits intellectuels, car General Motors affirmé que la voiture était une copie de la Daewoo Matiz. Les dirigeants de GM ont démontré l'étendue de la duplication de la conception, notant par exemple que les portes de la QQ et celles de la Spark sont interchangeables sans modification.
GM China Group a indiqué que les deux véhicules «partageaient une structure de carrosserie, un design extérieur, un design intérieur et des composants clés remarquablement identiques» MotorAuthority.com et Car and Driver ont qualifié la QQ de "réplique", tandis que l'International Herald Tribune, dans un article de 2005, la qualifiait de clone.
Le Detroit News a rapporté que "le différend reflète la confusion, les risques et les ambitions de la nouvelle industrie automobile chinoise, où les constructeurs automobiles mondiaux luttent contre des arrivistes pugnaces pour un morceau de ce qui pourrait devenir le plus grand marché automobile du monde".

## Deuxième génération (M200, M250; 2005-2009)
En 2005, la Matiz a reçu des modifications substantielles (M200), présentées en avant-première par le concept car Chevrolet M3X présenté au salon de l'automobile de Paris 2004. Le haut de la carrosserie a été considérablement révisé sur la base d'un design de Giugiaro d'Italdesign, les moteurs S-Tec ont été mis à jour et le coefficient de traînée de la voiture a été abaissé, ce qui a permis une consommation réduite de carburant. L'intérieur a également été considérablement révisé, une caractéristique notable de cette voiture étant son tableau de bord central. La plate-forme a également été révisée, avec un système de suspension arrière à poutres torsadées remplaçant le précédent essieu à trois bras et la suspension avant utilisant des bras de commande inférieurs moulés plutôt que pressés et fabriqués.
En 2008, le moteur de 800 cm3 a été révisé pour tomber sous le niveau de 120 g/km, se qualifiant ainsi pour la bande d'imposition routière de 35 £ au Royaume-Uni et sans frais pour le péage urbain de Londres. 
En 2008, la Daewoo Matiz a droit à un léger restylage portant sur la face avant et les feux arrière.
En Europe, elle était vendue sous les noms Chevrolet Matiz et Chevrolet Spark. En Italie, il y avait une version GPL appelée Chevrolet Matiz Eco Logic. La Matiz Eco Logic a été construite par BRC Gas Equipment à Cherasco, Cuneo (Italie), de 2007 à 2010 avec plus de 60 000 véhicules.
En Corée du Sud, où elle était vendue uniquement avec un moteur de 800 cm3 et à la suite de l'introduction de la Matiz M300 (Matiz Creative), la Matiz M200 a été renommée Matiz Classic.
Elle a été vendue dans le monde avec plus de 2,3 millions d'unités au cours des 10 premières années de production.
En 2011, VIDAMCO du Vietnam produit la Matiz M200 sous le nom de Chevrolet Spark Lite sous forme de Complete Knock-Down (CKD) dans son usine de production de Hanoi.
En Inde, le constructeur local, GM India, a produit deux éditions spéciales de cette génération: la Chevrolet Spark LPG, une version équipée d'un kit GPL à injection séquentielle, dévoilée lors de la Journée mondiale de l'environnement à New Delhi, et la Chevrolet Spark Muzic, présentée en 2009.

### Sécurité
Résultats du test Euro NCAP pour une variante à hayon 5 portes avec une immatriculation de 2005:
| Test                | Score         | Points |
| ------------------- | ------------- | ------ |
| Global:             | N/A           | N/A    |
| Occupant adulte:    | 2,5/5 étoiles | 17     |
| Occupant enfant:    | 3/5 étoiles   | 30     |
| Piéton:             | 2/4 étoiles   | 13     |
| Aide à la sécurité: | N/A           | N/A    |

## Troisième génération (M300; 2009-2015)
La Matiz redessinée (nom de code M300) a été lancée en 2009 et est basée sur le concept car Chevrolet Beat de 2007. Bien que vendu à l'échelle mondiale sous le nom de Chevrolet Spark, en Inde, ce modèle conserve le nom Beat du concept-car, car la deuxième génération de la Spark continue d'être vendue sur ce marché. Avant l'élimination de la marque Daewoo en Corée du Sud en 2011, la troisième génération de Spark était commercialisée sous le nom de Daewoo Matiz Creative. Cette marque a eu moins de succès que les modèles précédents.

### Concept
Au Salon de New York en 2007, Chevrolet présente le concept-car Beat qui préfigure la future Spark aux côtés de deux autres concepts Trax et Groove. L'étude est une 3 portes basée sur une version modifiée de la Daewoo/Chevrolet Aveo qui a été conçue et construite en Inde mais dessinée par les équipes de GM Daewoo en Corée du Sud. Elle était pour l'occasion équipée d'un moteur 1,2 L turbo essence couplé à une transmission automatique.
Ce concept est apparu dans le film de Michael Bay Transformers: Revenge of the Fallen as Skids aux côtés du SUV urbain Chevrolet Trax. Le concept Beat arbore une peinture extérieure Vertigo Green avec la même teinte appliquée sur certaines parties à l'intérieur. Son profil est haut à l'arrière et se rétrécit uniformément vers l'avant de la calandre. Les phares qui semblent s'étendre de la base de la calandre à la base du pare-brise sont de type LED. Les roues surdimensionnées de 17 pouces masquent à peine la peinture verte assortie des freins à disque. Les doubles feux arrière qui s'étendent vers le haut jusqu'aux feux de recul sont également des LED.
Fin 2007, General Motors a conduit une étude de marché sur son site internet afin de voir lequel des 3 modèles présentés était susceptible d'intéresser le plus de clients. Grâce à son design réussi, la Beat a reçu à elle seule près de 50 % des voix, ce qui a décidé le constructeur à sa mise en production.
GM a présenté une version prototype de la prochaine Chevrolet Spark pour le Mondial de l'Automobile de Paris 2010.

### Production
GM a présenté une version de préproduction de la Chevrolet Beat portant la plaque signalétique Chevrolet Spark au Salon international de l'auto de l'Amérique du Nord 2009. La version de production a été annoncée au Salon international de l'automobile de l'Amérique du Nord 2009, mais seul le concept Beat était présenté à l'époque. La Chevrolet Spark de production a été dévoilée au Salon de Genève 2009. Elle est devenue disponible en Europe au premier trimestre 2010, suivi par d'autres marchés dans le monde, les ventes aux États-Unis devant commencer début 2012. La production commerciale de la Chevrolet Beat 5 portes a commencé le 15 décembre 2009 à Halol, au Gujarat, en Inde. Elle a été lancée en Inde le 5 janvier 2010, lors de l'Auto Expo New Delhi, en Inde.
La version GM Daewoo Matiz a été dévoilée au salon de l'automobile de Séoul 2009.
La version Holden, nommée Barina Spark, a été révélée au Salon international de l'automobile australien de 2010 à Sydney en octobre. Elle a été abandonnée en février 2018.
Avec la M300, la plate-forme Suzuki d'origine a été remplacée par la plate-forme GM Global Small Vehicles, développée par les ingénieurs de GM Daewoo.
En Amérique du Nord, la Spark a été livrée pour la première fois aux concessionnaires GM du Mexique pour l'année modèle 2012, mais n'a pas remplacé la Chevrolet Matiz (anciennement Pontiac G2 Matiz), qui a été vendue jusqu'en 2014. La version américaine de la Chevrolet Spark de 2013 est entrée en production le 16 avril 2012 et est arrivée chez les concessionnaires en août 2012. Pour 2014 en Amérique du Nord, la transmission automatique est une Jatco M4M-CVT7 le Continuously Variable Transmission (CVT) et le rapport de transmission final sont abaissés à 3,75,. Le CVT offre une meilleure consommation de carburant d'ensemble que la précédente transmission automatique à 4 vitesses, et la modification du rapport de transmission final, précédemment de 4,145, réduit le bruit du moteur et augmente l'économie de carburant sur l'autoroute et augmente le bruit et réduit la consommation de carburant en ville. Des sources de l'industrie ont commenté des problèmes de fiabilité persistants avec les transmissions CVT Jatco.
Rapportée par Edmunds.com, la Spark de 2013 était la voiture la plus vendue aux États-Unis pour juillet 2012, avec seulement 6 jours entre leur arrivée chez les concessionnaires et leur vente.

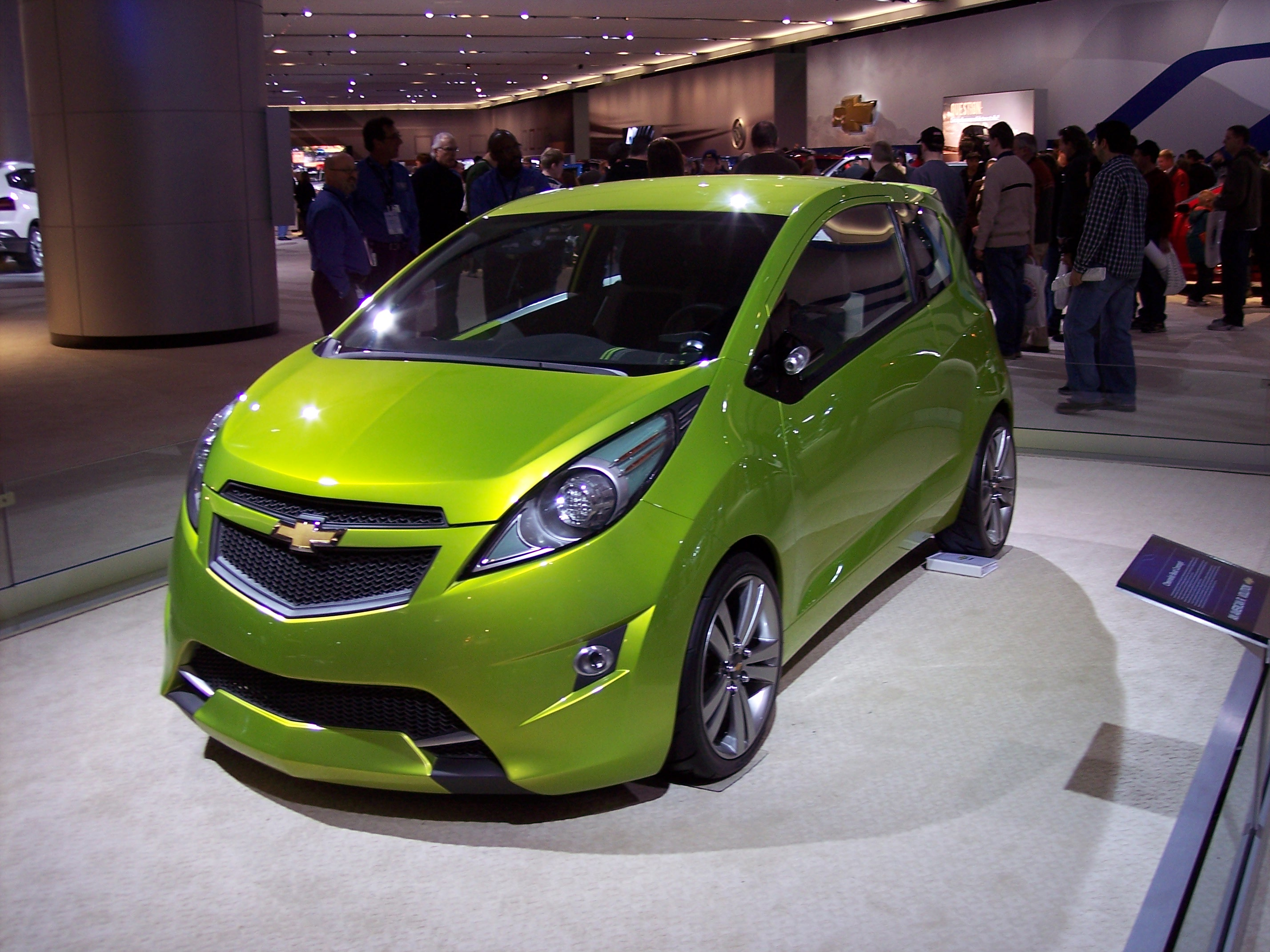
Chevrolet Beat Concept.
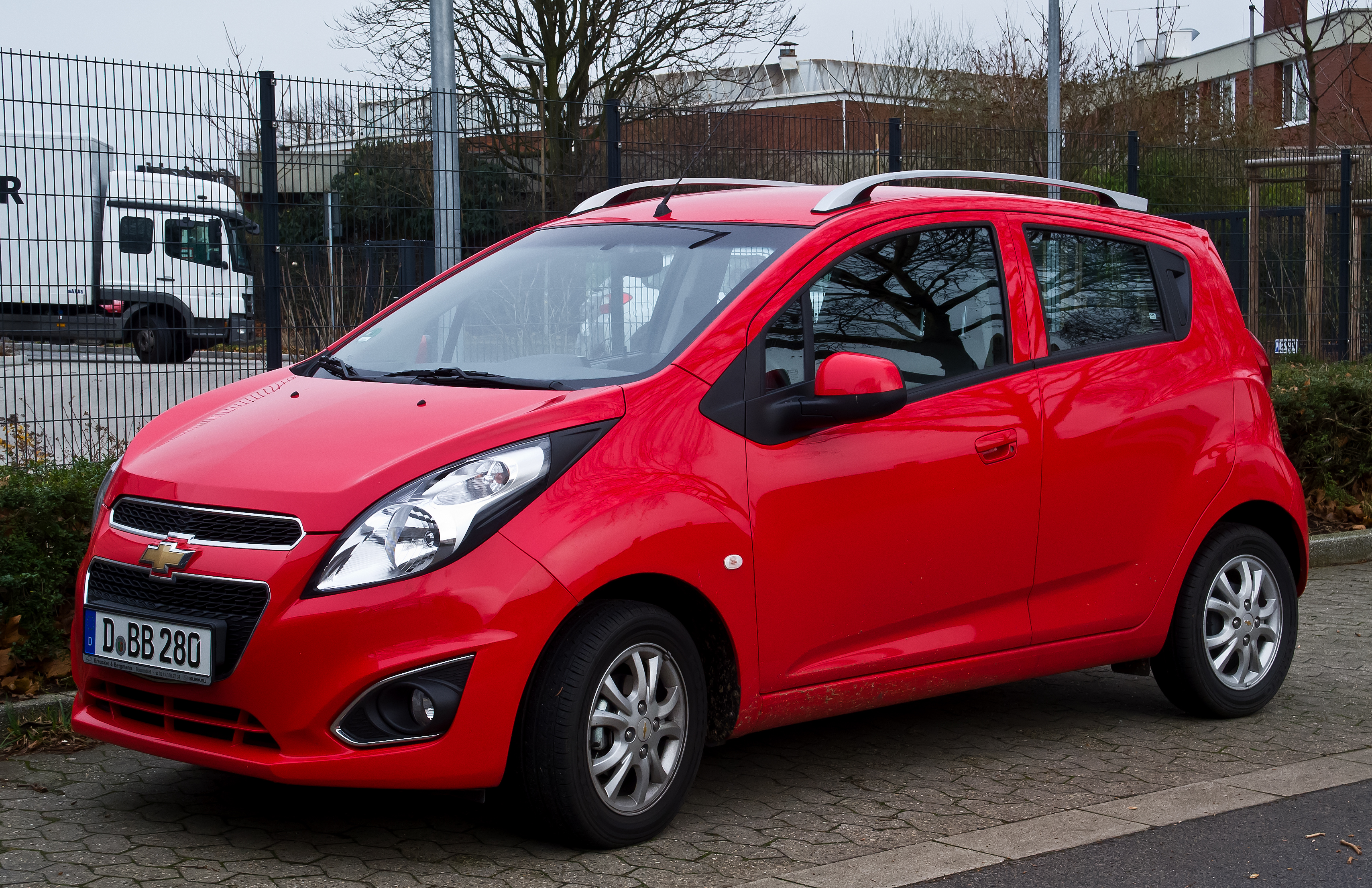
Chevrolet Spark restylée
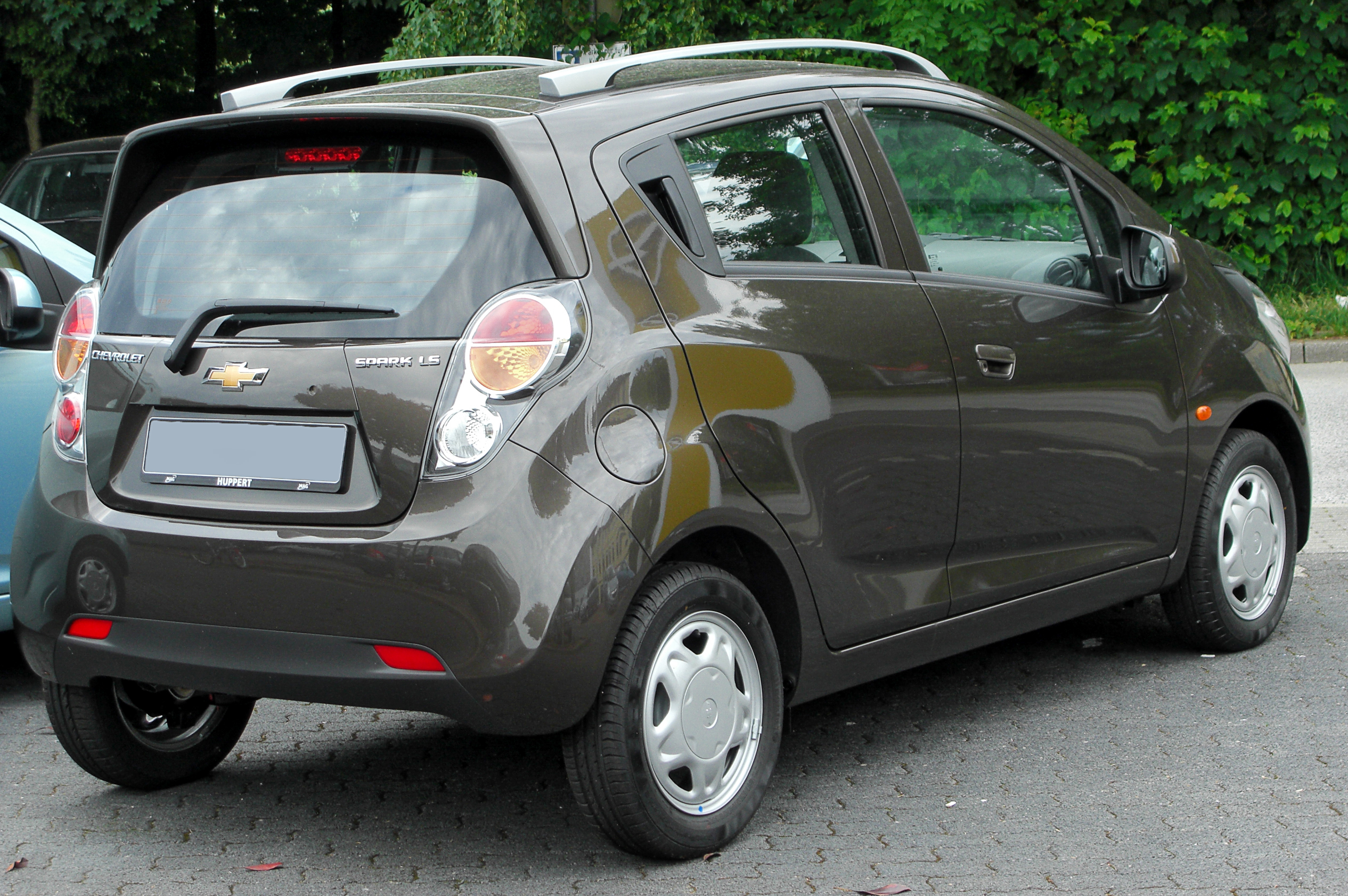
Le design de la Spark est totalement différent de celui de la Matiz.
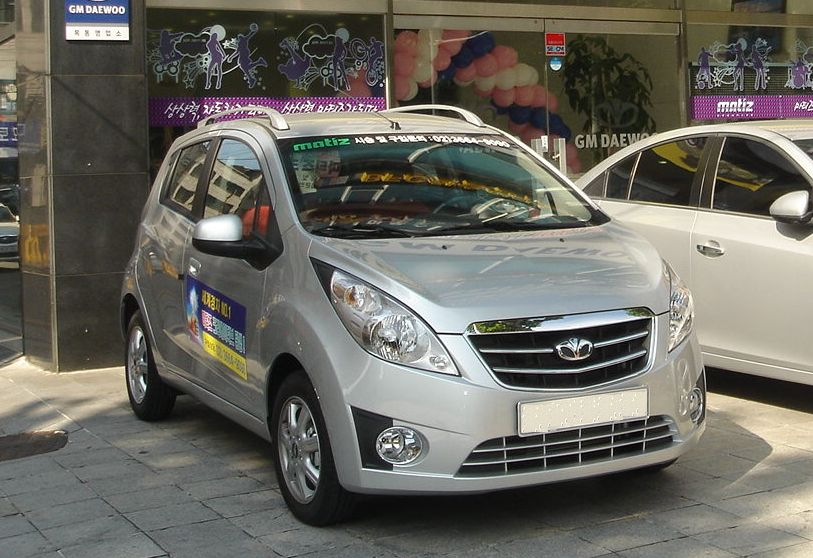
Daewoo Matiz Creative.

### Beat Diesel
General Motors a lancé la version Diesel de la Chevrolet Beat sur le marché automobile indien le 25 juillet 2011. Le moteur turbodiesel à 3 cylindres de 936 cm3 produit 63 ch (46 kW) et 160,26 N m de couple, ce qui se traduit par une bonne accélération et une bonne reprise. Le moteur Diesel de 1,0 L et 936 cm3 permet à la voiture d'atteindre 100 km/h en 16 secondes et une vitesse de pointe de 142 km/h. La Chevrolet Beat Diesel a une consommation de 4,2 L/100 km selon les rapports des tests de l'ARAI (Automotive Research Association of India). Le moteur est basé sur la technologie Diesel de Fiat Multijet.

### Beat berline
Une version berline à quatre portes a été dévoilée à l'Expo Auto 2016 en Inde sous le nom de Chevrolet Essentia. Après que GM ait cessé de vendre des voitures en Inde en 2017, l'Essentia a été annulée pour le marché indien. En conséquence, le modèle a plutôt été exporté vers l'Amérique latine. Au Mexique, elle est vendue sous le nom de Beat NB (Notchback).

### Variations régionales
- Europe : Les choix de moteurs incluent des moteurs quatre cylindres en ligne de 1,0 et 1,2 litre. En Italie, il existe depuis fin 2009 une version GPL de la Spark appelée Chevrolet Spark Eco Logic avec BRC Gas Equipment. Cette version bicarburant est disponible avec les moteurs 1,0 et 1,2 L (tous deux à 16 soupapes) avec respectivement 113 et 119 g/km d'émissions de CO2. Alors que les voitures GPL sont toujours disponibles en Italie, en France, les versions GPL n'étaient disponibles que de 2009 à 2012.
- Inde : La production de la New Spark, portant le nom de Beat, a commencé à l'usine Halol près d'Ahmedabad au Gujarat, en Inde. Initialement, la voiture sera vendue en Inde et dans les pays d'Extrême-Orient. La deuxième génération de Spark est vendue en parallèle. La voiture utilise un moteur S-TEC II de 1,2 L compatible avec de l'essence et du GPL, commercialisé sous le nom de SMARTECH II. GM India aurait construit une version électrique de la Chevrolet Spark avec Reva Electric Car Company[31]. Cependant, après l'acquisition de Reva Electric Car Company par Mahindra & Mahindra, GM India a abandonné les plans et travaille sur sa propre version électrique[32].
- États Unis : Commercialisée sous le nom de Chevrolet Spark, la voiture utilise une version spéciale surclassée du moteur "S-TEC" (code RPO LL0).
- Philippines : La version philippine a été construite localement en 2011. La voiture avait des moteurs de 1,0 L et 1,2 L. Elle avait 2 finitions; la LS (manuelle à 5 vitesses ou automatique à 4 vitesses) et la LT (manuelle à 5 vitesses). Elle a été abandonnée en 2015.
- Corée du Sud : La version Matiz a été renommée Matiz Creative. La voiture a un moteur S-TEC II de 1,0 L avec une transmission automatique à 4 vitesses. Les ventes ont commencé le 1er septembre 2009[16]. Le nom Groove, utilisé dans l'un des concepts rejetés, est revenue en tant que niveau de finition[33]. En 2011, cette voiture est renommée Chevrolet Spark, dans le cadre de la suppression progressive de la marque Daewoo en Corée du Sud, laissant place à la marque Chevrolet.
- Australie : La Spark est sortie en octobre 2010 sous le nom de Holden Barina Spark MJ. Elle est venue sous deux formes; CD et CDX. L'Holden Barina Spark a été arrêtée en février 2018.
- Ouzbékistan : La Chevrolet Spark est sortie le 26 août 2010. Elle se décline en trois niveaux de finition: L (1,0 L manuel), LS (1,0 L manuel/auto) et LT (1,2 L manuel).
- Russie : La Spark fabriquée en Ouzbékistan est vendue en Russie sous le nom de Ravon R2 depuis 2016. Elle est disponible avec le moteur 1,2 L et la boîte de vitesses automatique[34].

### Domino's DXP
La Domino's DXP (abréviation de «Delivery eXPert») est une Spark de 2015 personnalisée par Roush Performance pour Domino's Pizza. Pour cette voiture, les sièges passagers avant et arrière sont supprimés et remplacés par des compartiments de rangement pouvant contenir 80 pizzas, deux bouteilles de soda de 2 litres et des sauces. La porte passager arrière gauche est transformée en un four chauffant qui ne peut être déverrouillé qu'avec le porte-clés ou un bouton dans le cadre de la porte conducteur. La production est limitée à moins de 200 unités et une fois que chaque voiture atteint 106 000 km, elle sera retirée et retournée à Roush, où elle sera restaurée sous forme de la voiture de série et vendue comme une Spark d'occasion,,. Malgré les intentions de Domino's de retirer la DXP et de n'en laisser aucune, plusieurs DXP détruites ont été récupérés par des particuliers avec l'intention de les conserver en tant que voitures rares lorsque le reste de la flotte sera retiré. La situation a entraîné la menace d'une action en justice par un franchisé de Domino's,.

### Sécurité
La Spark a reçu 4 étoiles au dernier crash-test EuroNCAP qui a eu lieu en novembre 2009.

### Spark EV
En octobre 2011, General Motors a annoncé la production de la Chevrolet Spark EV, une version tout électrique de la Chevrolet Spark de troisième génération, dont la disponibilité est limitée à certains marchés. La version de production a été dévoilée au Salon de l'auto de Los Angeles de novembre 2012.
Dans le cadre de la stratégie d'électrification des véhicules de GM, la Spark EV a été la première voiture de tourisme tout électrique commercialisée par General Motors aux États-Unis depuis l'arrêt de l'EV1 en 1999. La Spark EV a été lancée aux États-Unis sur certains marchés, la Californie et l'Oregon, en juin 2013. La voiture électrique a été mise en vente dans le Maryland au deuxième trimestre de 2015, le premier État de la côte Est où la Spark EV est disponible. En décembre 2014, les ventes aux États-Unis totalisaient 1 684 unités. La Spark EV a été interrompue en décembre 2016, lorsque Chevrolet a commencé à vendre la Bolt, qui avait une portée beaucoup plus longue.
En octobre 2012, GM Corée a annoncé qu'elle commencerait à fabriquer et à vendre la Spark EV en Corée en 2013. Les ventes au détail ont commencé en Corée du Sud en octobre 2013. GM a également annoncé son intention de vendre la Spark EV en quantités limitées au Canada et sur certains marchés européens,. Elle est disponible au Canada pour les ventes de flotte.
La voiture électrique a d'abord été alimentée par une batterie au lithium fer phosphate de 21,3 kWh fournie par A123 Systems,. Dans un livre blanc, A123 a décrit la différence de sa technologie nano-phosphate par rapport aux autres cellules lithium fer phosphate.
La version de production de 2014 comprenait un moteur de 97 kW (132 ch), fournissant 542 N m de couple,. La Spark EV peut être chargé rapidement à 80 % de sa capacité en 20 minutes à l'aide d'un connecteur Combo Type 1 CCS/SAE en option, et le temps de charge augmente jusqu'à environ sept heures avec une station de charge dédiée de 240 volts ou environ 17 heures avec une prise à la norme domestique de 120 volts.
En 2014, pour l'année modèle 2015, le fournisseur de batteries a été remplacé par LG Chem, ce qui a entraîné une batterie de plus petite capacité (19 kWh) tout en conservant la même portée EV. Le rapport d'entraînement a également été modifié de 3,17 à 3,87, avec un nouveau moteur avec un couple réduit à 443 N m.

## Quatrième génération (M400; 2016-aujourd'hui)
La quatrième génération de la Spark a été présentée au Salon International de l'auto de New York en 2015 et commercialisée dans la foulée à partir du quatrième trimestre 2015. La Spark est basée sur l'Opel Karl et commercialisée en 2016.
Un modèle de démonstration a été montré avec un tableau de bord Apple CarPlay. Le 27 mai 2015, Chevrolet a annoncé que la Spark sera également équipée de fonctionnalités Android Auto Capability,.
En Amérique du Nord, la toute nouvelle Spark (la deuxième génération de Spark vendue sur le marché nord-américain) sera disponible en trois niveaux de finition: la 1LS de base, la 1LT de milieu de gamme et la 2LT haut de gamme. Toutes les Spark incluent un éventail de fonctionnalités standard:
- Moteur (essence) quatre cylindres en ligne LV7 DOHC 1,4 L de 1 399 cm3 produisant 99 ch (73 kW) et 127 N m de couple
- La version domestique coréenne à un moteur de 1,0 L.
- Système d'infodivertissement MyLink de Chevrolet à écran tactile de 18 cm de diagonale avec radio AM/FM, Apple CarPlay avec Siri Eyes-Free, Android Auto, prises d'entrée iPod/USB, appels mains libres Bluetooth avec capacités de streaming audio et stéréo A2DP sans fil, radio satellite SiriusXM avec abonnement d'essai de trois mois, navigation GPS Bringo via les smartphones compatibles, capacités de zoom avec gestes de pincement et commande vocale complète via smartphone
- Système télématique embarqué OnStar avec OnStar 4G LTE et abonnement d'essai d'un an (abonnement d'essai de trois mois ou essai de trois gigaoctets avec l'abonnement OnStar 4G LTE inclus)
- Coussins gonflables SRS à l'avant et coussins gonflables latéraux SRS à l'avant et à l'arrière
- Air conditionné (sauf au Canada)
- Contrôle de traction, contrôle de stabilité et Anti-lock Braking System (ABS)

Les modèles haut de gamme offrent ces fonctionnalités en plus des fonctionnalités que toutes les Spark offrent:
- Panneaux intérieurs décoratifs de couleur assortie (modèles 1LT et 2LT)
- Sièges garnis de similicuir (modèle 2LT uniquement)
- Entrée sans clé avec lève-vitres et serrures de porte électriques (modèles 1LT et 2LT)
- Système audio à six haut-parleurs (modèles 1LT et 2LT)
- Roues en alliage et pneus de seize pouces (modèles 1LT et 2LT)
- Feux de brouillard avant (équipement standard sur le modèle 2LT, disponible en accessoire sur les modèles 1LS et 1LT)

### Version restylée
En 2018, pour l'année modèle 2019, la Spark a reçu un lifting en milieu de cycle, avec la Chevrolet Camaro, la Chevrolet Cruze et la Chevrolet Malibu. Les changements pour la Spark comprennent un nouveau système d'infodivertissement MyLink de troisième génération, des repères de style extérieur révisés, l'ajout de l'Autonomous Emergency Braking (AEB) à basse vitesse sur certains modèles et de nouvelles options de couleurs extérieures. Aux États-Unis, la Spark reliftée a été mise en vente au troisième trimestre de 2018 en tant que véhicule de l'année modèle 2019.

## Commercialisation et fabrication mondiales

### Asie
En Inde, elle a été lancée en 1999 sous le nom de Daewoo Matiz. En 2007, General Motors India a lancé la troisième génération, basée sur le concept Chevrolet M3X, sous le nom de Chevrolet Spark. Au Japon, la Matiz été vendue sous la marque GM Daewoo par le biais du réseau de concessionnaires Yanase Co. Ltd., mais été considérée comme une "voiture compacte" en raison de la longueur, de la largeur et de la cylindrée du moteur dépassant les réglementations pour être une Kei car. Aux Philippines, la Matiz était disponible au cours des années 1999-2000 sur le marché gris. En 2007, elle est sortie sous le nom de Chevrolet Spark. Au Pakistan, la voiture était initialement nommée Chevrolet Exclusive en 2003. De 2005 à 2009, elle était fabriquée par Nexus Automotive sous le nom de Chevrolet Joy, qui est maintenant remplacée par la nouvelle série M200 et est actuellement vendue sous le nom de Chevrolet Spark. À Taïwan, le Matiz a été vendu sous la marque Formosa entre 2001 et 2009.

### Europe
De 1998 à 2004, la Matiz été vendue en Europe sous le badge Daewoo. En 2004, elle a pris la marque Chevrolet, ainsi que les autres modèles sud-coréens de General Motors, comme les Lacetti et Kalos. Depuis 2000, des kits CKD ont été fournis à UzDaewooAuto, FSO et Rodae, pour être construites et vendues respectivement en Ouzbékistan, en Pologne et en Roumanie. Début 2005, FSO a commencé à commercialiser la Matiz sous sa propre marque. De nouveaux modèles de Chevrolet Matiz sont vendus sous le nom de Chevrolet Spark au Royaume-Uni, en raison d'un changement de nom en 2010,. Contrairement à la troisième génération, la quatrième n'est pas vendue dans les marchés d'Europe de l'Ouest à la suite de l’arrêt de commercialisation de la marque Chevrolet dans cette région du monde en 2015.

### Amériques
Au Mexique, la Matiz a été introduite sur le marché en 2003. Le modèle de 2006 a été renommé Pontiac Matiz G2. Elle était également vendue sous le nom de Pontiac Matiz et Pontiac G2. La Pontiac G2 a été abandonnée au Mexique après une courte série de modèles de 2010, la marque ayant été fermée par General Motors. La nouvelle version a été officiellement lancée sous le nom de Chevrolet Spark en août 2010, et la Matiz continuait d'être vendue aux côtés de la Spark. Un véhicule basé sur la M300 est actuellement en production au Brésil en remplacement de la Chevrolet Celta. En Colombie, la Matiz a été importée par les distributeurs Daewoo entre 2002 et 2005, puis GM Colmotores a commencé à assembler et à vendre les voitures sous la marque Chevrolet Spark. En 2006, une version taxi appelée 7/24 a été lancée. Au Costa Rica, en République dominicaine, au Salvador, au Honduras, au Panama, en Uruguay et au Venezuela, elle est vendue sous le nom de Chevrolet Spark. En Argentine, la première génération a été vendue sous le nom de Daewoo Matiz par le biais d'importateurs Daewoo. La deuxième génération a été vendue sous le nom de Chevrolet Spark auprès des concessionnaires Chevrolet. Depuis 2011, la troisième génération est disponible. Au Chili, en Équateur et au Pérou, l'ancienne version est vendue sous le nom de Chevrolet Spark et la dernière version sous le nom de Chevrolet Spark GT. Au Paraguay, elle était initialement vendue sous le nom de Daewoo Matiz, mais à partir de 2008, elle est vendue par les concessionnaires Chevrolet.
En Amérique du Nord, la Spark est disponible en trois modèles distincts : les 1LS, 1LT et 2LT, ainsi que l'EV. L'équipement de ces modèles est le suivant :
1LS : Vitres électriques, surfaces des sièges en tissu avec inserts de couleur assortie, garniture intérieure de couleur assortie, roues de quinze pouces en alliage, stéréo AM/FM avec prise d'entrée audio auxiliaire, quatre haut-parleurs, siège pour quatre personnes, siège arrière divisé rabattable, OnStar, climatisation, moteur quatre cylindres en ligne, transmission manuelle à 6 vitesses, traction avant, etc.
1LT ajoute : Verrouillage électrique des portes, système de sécurité, écran tactile MyLink avec stéréo AM/FM, prises d'entrée audio USB et auxiliaire, Bluetooth avec streaming et capacités d'application stéréo, radio satellite SiriusXM, commandes du système audio au volant, six haut-parleurs et régulateur de vitesse.
2LT ajoute : Surfaces des sièges en similicuir, siège conducteur à commande électrique, Continuously Variable Transmission (CVT) et roues en alliage avec garnitures peintes en noir.
L'EV est basé sur le modèle 2LT, et ajoute des roues en alliage unique avec des accents peints en noir, remplace le moteur quatre cylindres en ligne et la transmission automatique à 6 vitesses par un moteur électrique, un réducteur de rapport fixe de 3,87 et à une calandre avant fermée car entièrement électrique.

### Afrique
En Afrique du Sud, General Motors South Africa (GMSA) a annoncé le 2 octobre 2010 son intention de fabriquer la nouvelle Chevrolet Spark dans son usine de Port Elizabeth. La deuxième génération de Spark est toujours vendue, bien que portant la marque «Spark Lite».

### Moyen-Orient
En Iran, la Matiz est produite (d'abord importée puis assemblée) et connu sous le nom de Daewoo Matiz. En Israël, UMI (Universal Motors Israel) a annoncé le 18 janvier 2011 le début de la commercialisation du modèle 1,2 L de la Chevrolet Spark.

### Australie
En Australie et en Nouvelle-Zélande, la Spark est vendue par Holden. Les ventes ont commencé en février 2016, avec deux finitions lancées. La LS était la finition de base, qui comprend des roues en acier, un verrouillage central ainsi que le système d'infodivertissement MyLink d'Holden. S'appuyant sur la LS, la LT ajoute des roues de 15 pouces en alliage, un système d'entrée sans clé et une caméra de recul.
Avec les ventes de voitures légères en baisse en Australie, Holden a annoncé en avril 2018 qu'elle arrêterait la Spark en Australie, après seulement 2 ans de commercialisation. Elle continue d'être vendue en Nouvelle-Zélande jusqu'en 2020, année de l'arrêt de la marque Holden,.